# Kommunales Steuerungsmodell
Das im Jahre 2013 von der KGSt entwickelte Kommunale Steuerungsmodell (KSM) nimmt die Grundgedanken des Neuen Steuerungsmodells auf und geht davon aus, dass alle Kommunalverwaltungen ständig Prioritäten setzen, Budgets festlegen und Ziele formulieren müssen.
In den 1990er-Jahren hat das Neue Steuerungsmodell eine Reformwelle in den Kommunen ausgelöst, die die kommunale Welt verändert hat.
In den KGSt-Bericht Nr. 5/2013 "Das Kommunale Steuerungsmodell" wurden folgende Anforderungen an ein Kommunales Steuerungsmodell aufgenommen:
1. Stärkung einer strategischen und wirkungsorientierten Steuerung.
2. Stärkung der Führungskompetenz und Verantwortung der kommunalen Manager.
3. Verbindung der Aufgaben- und Ressourcensteuerung: Strategische Planung und Haushaltsentscheidungen müssen eng miteinander verknüpft sein.
4. Prozessorientierte Steuerung.
5. Verbesserung des Zusammenspiels von politischen Entscheidungen und Verwaltungshandeln.
6. Offenheit für Mitwirkung und eine neue Qualität der Transparenz und Öffnung des Verwaltungshandelns in die Gesellschaft hinein.
7. Qualifizierung des Steuerungssystems für die Steuerung von Leistungsprozessen in differenzierten IT-unterstützten Produktionsnetzwerken.

Der Bericht der KGSt beschreibt die fünf Komponenten des Kommunalen Steuerungsmodells:
- Steuerungsstrukturen,
- Steuerungsprozesse,
- Steuerungsinstrumente und
- Organisationskultur sowie deren
- Zusammenwirken im Rahmen kommunaler Führung.

Grundlage des Kommunalen Steuerungsmodells ist die Verknüpfung von strategischem Management und dezentraler Ergebnisverantwortung. Das Kommunale Steuerungsmodell setzt dabei auf zielbezogene Budgetierung und ein Berichtswesen mit Schlüsselkennzahlen. Das Navigationssystem des Kommunale Steuerungsmodells besteht aus der Steuerungsstruktur des strategischen und operativen Managements sowie dem Steuerungskreislauf mit Bestandsaufnahme, Zielformulierung, Maßnahmenumsetzung und Evaluation.
Das Kommunale Steuerungsmodell unterscheidet drei wesentliche Steuerungsprozesse:
1. Gesamtstrategie planen und umsetzen,
2. Produkthaushalt planen und umsetzen,
3. Produktkritik planen und umsetzen.

Diese drei Steuerungsprozesse sollen dafür sorgen, dass eine Gesamtstrategie der Kommune das Dach der strategischen und operativen Steuerung des Produkthaushaltes bildet und die kommunalen Maßnahmen auf die Gesamtstrategie abgestimmt sind.
Darauf aufbauend ist im Jahre 2015 der KGSt-Bericht Wege zur kommunalen Gesamtstrategie - Sieben Schritte strategischer Steuerung erschienen, in dem dargestellt wird, wie eine kommunale Gesamtstrategie entwickelt und in die kommunale Steuerung implementiert werden kann.